# Barringtonia pseudoglomerata
Barringtonia pseudoglomerata är en tvåhjärtbladig växtart som beskrevs av Pranom Chantaranothai. Barringtonia pseudoglomerata ingår i släktet Barringtonia och familjen Lecythidaceae. Inga underarter finns listade i Catalogue of Life.